# Myrmecophila brysiana
Myrmecophila brysiana är en orkidéart som först beskrevs av Lem., och fick sitt nu gällande namn av George Clayton Kennedy. Myrmecophila brysiana ingår i släktet Myrmecophila och familjen orkidéer. Inga underarter finns listade i Catalogue of Life.